# Brandon Uranowitz
Brandon Jacob Uranowitz (nacido el 9 de julio de 1986) es un actor estadounidense que fue nominado cuatro veces a un premio Tony y ganó en 2023. Es mejor conocido por sus papeles de Adam Hochberg en el musical An American in Paris (2014-15) y de Mendel Weisenbachfeld en la reposición de Falsettos en Broadway en 2016, que le valieron nominaciones al premio Tony al mejor actor destacado en un musical. Sus actuaciones en Burn This (2019) y Leopoldstadt (2022-23) también le valieron nominaciones para el Premio Tony al mejor actor de reparto en una obra de teatro, el último de los cuales ganó. Sus otros créditos en Broadway incluyen Baby, It's You! (2011), Prínce of Broadway (2017) y The Band's Visit (2018).

## Primeros años
Uranowitz creció en West Orange, Nueva Jersey y asistió a la cercana Academia Montclair Kimberley. Él es de una familia judía y tuvo un Bar Mitzvah.
Comenzó a actuar a los seis años y estudió en Performers Theatre Workshop. A mediados de la década de 1990, era un actor infantil que trabajaba; sus papeles profesionales incluyeron un miembro del conjunto en Evita en el Paper Mill Playhouse (1996) y un columpio en A Christmas Carol en el Madison Square Garden. En 1997, asumió el papel de Little Boy en el estreno mundial de Ragtime en Toronto. También fue miembro de The Broadway Kids, una revista musical y proyecto de grabación; actuó en vivo fuera de Broadway y aparece en el álbum de 1998 The Broadway Kids Back on Broadway. Sobre la contribución de Uranowitz como parte del elenco del conjunto, The New York Times escribió que "fue un testimonio del entusiasmo juvenil y el poder pulmonar".
Asistió a la Universidad de Nueva York y se graduó en 2008 con una licenciatura en artes teatrales de su Tisch School of the Arts.

## Carrera

### 2006-2013: carrera temprana y debut en Broadway
Uranowitz reanudó su carrera como actor mientras entrenaba en NYU; en sus inicios, interpretó los papeles de Ricardo en Ricardo III y el rey de Francia en A buen fin no hay mal principio en Classical Studio, Cardinal Bellarmino en La vida de Galileo en The Skirball Center (2007) y Dante en Only Children en The Abe Burrows Theatre.
Después de su graduación, interpretó el papel de Feste en Noche de reyes en el Kirk Theatre off-Broadway (2009) y el papel de Eugene en Mi querida familia / Destino Broadway en 2010 en el Old Globe Theatre de San Diego. Sobre la aparición de Uranowitz como Feste en Noche de Reyes, MusicOMH escribió: "Uranowitz es genial... ...interpretando al tonto con un regocijo contenido", PlayShakespeare.com escribió: "Brandon Uranowitz domina el idioma sin esfuerzo y, nuevamente, su voluntad de explorar la profundidad de sus personajes lo hace absolutamente cautivador". Por su actuación, Uranowitz recibió una nominación al premio Falstaff de PlayShakespeare.com a la Mejor Actuación de Reparto, Masculino.
Su primer papel en una gran producción fue como miembro del conjunto y suplente de Mark en la gira nacional de Rent. Uranowitz hizo su debut en Broadway en el musical de máquina de discos de 2011 Baby It's You!. Interpretó el papel de Stanley, el compositor ciego e hijo de Florence Greenberg interpretado por Beth Leavel. En su reseña del musical, Variety señaló que "el espectáculo se anima continuamente... ...Brandon Uranowitz (como un periodista sufridor y el hijo ciego de Goldberg)."
En 2013, participó en la producción de Washington D. C. de Michael Kahn de Torch Song Trilogy. Interpretó a Arnold en la versión íntegra de cuatro horas de la obra y fue nominado al premio Helen Hayes como actor principal destacado en una obra residente.
Durante este tiempo, Uranowitz ha tenido apariciones menores en la serie de televisión Law & Order: CI, As the World Turns y Inside Amy Schumer.

### 2014-presente: Avance y aclamación
En 2014, se incorporó al elenco original de la adaptación teatral de An American in Paris como el compositor Adam Hochberg. El espectáculo se estrenó en París en elThéâtre du Châtelet en diciembre de 2014 y se transfirió a Broadway, donde se inauguró en abril de 2015. Dejó el programa el 7 de agosto de 2016. El show fue la gran actuación de Uranowitz y le valió su primera nominación al Premio Tony. También interpretó a la Sra. White en el tributo único del 30 aniversario de la película clásica Clue en diciembre de 2015.
Uranowitz se unió a la primera reposición del musical Falsettos, de 1992, que se estrenó en Broadway en el Teatro Walter Kerr el 27 de octubre de 2016, como un compromiso limitado. Interpretó a Mendel, un psiquiatra, junto a Christian Borle como Marvin, Andrew Rannells como Whizzer y Stephanie J. Block como Trina. Por su actuación, recibió una nominación al Premio Drama Desk 2017 como Mejor Actor en un Musical y una nominación al Premio Tony al Mejor Actor en un Musical. Su interpretación de Mendel en Falsettos recibió muy buenas críticas. The New York Times lo calificó de "cálidamente divertido y convincentemente neurótico" como Mendel, Entertainment Weekly, "totalmente entrañable" y The Hollywood Reporter dijo que "Uranowitz es un digno sucesor del maravilloso Chip Zien en la producción original. Coquetea con la visión estereotipada de un terapeuta judío solo marginalmente menos desordenado que sus pacientes, al mismo tiempo que encuentra la verdad en un hombre compasivo que tiene que convencerse a sí mismo de su derecho a ser feliz". Vulture dijo que Uranowitz ofrecía "un Mendel inusualmente sexy".
Uranowitz apareció en la revista Prince of Broadway, que abrió en Broadway en agosto de 2017 y cerró en octubre de 2017. La revista contó con el trabajo del director y productor Harold Prince. A partir de octubre de 2018, actuó durante cuatro meses en The Band's Visit en Broadway, reemplazando a John Cariani. Posteriormente interpretó a Larry en una edición limitada de Burn This en Broadway, junto a Adam Driver y Keri Russell. Por su papel, Uranowitz recibió nominaciones para el premio Drama Desk y el premio Tony al mejor actor de reparto en una obra de teatro.
En el otoño de 2019, se anunció que protagonizaría una producción off-Broadway de edición limitada de Assassins de Stephen Sondheim en la Classic Stage Company en la primavera de 2020. La producción se pospuso indefinidamente debido a la pandemia mundial. En 2020, participó en el evento benéfico de ayuda amfAR COVID-19 The Great Work Begins, un evento transmitido en vivo que presenta escenas de Angels in America. Actuó en el papel de Louis Ironside.
Algunos de sus créditos de actuación en pantalla durante este tiempo incluyen un arco de tres episodios en 2018 en La maravillosa señora Maisel como Buzz Goldberg, director de actividades de Catskills, y la película de Billy Crystal de 2021 Here Today.

## Vida personal
Es abiertamente gay. Desde 2011, Uranowitz está en una relación con el actor Zachary Prince. Se conocieron en la audición de Baby It's You! y Prince fue elegido posteriormente como suplente de Uranowitz.

## Filmografía

### Teatro
| Año     | Título               | Papel                                                       | Teatro                              | Director                      | Ref.   |
| ------- | -------------------- | ----------------------------------------------------------- | ----------------------------------- | ----------------------------- | ------ |
| 1997    | Ragtime              | Little Boy (reemplazo)                                      | Ford Centre for the Performing Arts | Frank Galati                  |        |
| 2009    | Noche de reyes       | Feste                                                       | Wild Project                        | Stephen Stout                 | [ 34 ] |
| 2009–10 | Rent                 | Mark Cohen                                                  | U.S National Tour                   | Michael Greif                 | [ 17 ] |
| 2010    | Destino Broadway     | Eugene Jerome                                               | Old Globe Theatre                   | Scott Schwartz                |        |
| 2011    | Baby, It's You!      | Stanley Greenberg, Murray Schwartz, Johnny Cymbal, Kingsman | Broadhurst Theatre                  | Sheldon Epps                  | [ 35 ] |
| 2013    | Torch Song Trilogy   | Arnold                                                      | The Studio Theatre                  | Michael Kahn                  |        |
| 2014–15 | An American in Paris | Adam Hochberg                                               | Théâtre du Châtelet                 | Christopher Wheeldon          | [ 36 ] |
| 2015–16 | An American in Paris | Adam Hochberg                                               | Palace Theatre                      | Christopher Wheeldon          | [ 37 ] |
| 2016–17 | Falsettos            | Mendel                                                      | Walter Kerr Theatre                 | James Lapine                  | [ 38 ] |
| 2017    | Prince of Broadway   | Varios                                                      | Samuel J. Friedman Theatre          | Harold Prince y Susan Stroman | [ 28 ] |
| 2018    | The Band's Visit     | Itzik (reemplazo)                                           | Ethel Barrymore Theatre             | David Cromer                  | [ 39 ] |
| 2019    | Burn This            | Larry                                                       | Hudson Theatre                      | Michael Mayer                 | [ 40 ] |
| 2022–23 | Leopoldstadt         | Ludwig Jakobovicz, Nathan Fischbein                         | Longacre Theatre                    | Patrick Marber                | [ 41 ] |

### Conciertos y lecturas
| Año  | Título                 | Papel           | Teatro               | Notas                          | Ref.   |
| ---- | ---------------------- | --------------- | -------------------- | ------------------------------ | ------ |
| 2015 | Clue                   | Mrs. White      | The Players          | Tributo del 30 aniversario     |        |
| 2017 | El hombre de La Mancha | Sancho          | Merkin Concert Hall  | Concierto                      | [ 42 ] |
| 2018 | Grand Hotel            | Otto Kringelein | New York City Center | Producción Encores!            | [ 43 ] |
| 2019 | Road Show              | Addison Mizner  | New York City Center | Producción Encores! Off-Center | [ 44 ] |

### Películas
| Año  | Título            | Papel            | Ref.   |
| ---- | ----------------- | ---------------- | ------ |
| 2014 | Stage Fright      | Artie Getz       | [ 45 ] |
| 2018 | Goodbye, Brooklyn | Nicolas          | [ 45 ] |
| 2019 | The Kitchen       | Shmuli Chudakoff | [ 45 ] |
| 2021 | Here Today        | Justin           |        |

### Televisión
| Año       | Título                              | Papel                  | Notas                                | Ref.   |
| --------- | ----------------------------------- | ---------------------- | ------------------------------------ | ------ |
| 2009      | Law & Order: Criminal Intent        | Dovid                  | Episodio: "Rock Star"                | [ 45 ] |
| TBD       | As the World Turns                  | Day Player             | Sin acreditar                        | [ 46 ] |
| 2013      | Inside Amy Schumer                  | Generations Instructor | Episodio: "Real Sext"                | [ 45 ] |
| TBD       | The Soul Man                        | U 5                    | Sin acreditar                        | [ 46 ] |
| 2017      | Falsettos: Live from Lincoln Center | Mendel                 | Producción de teatro filmada         | [ 45 ] |
| 2017      | Blue Bloods                         | Michael Goldman        | Episodio: "Pick Your Poison"         | [ 45 ] |
| 2018      | Dietland                            | Pablo                  | Episodio: "F... This"                | [ 45 ] |
| 2018–2022 | La maravillosa señora Maisel        | Buzz Goldberg          | 4 episodios                          | [ 45 ] |
| 2019      | Fosse/Verdon                        | Dustin Hoffman         | Episodio: "All I Care About Is Love" | [ 47 ] |